# 우리투자증권
우리투자증권은 우리금융지주 계열사로, 우리종합금융과 한국포스증권이 합병하여 출범한 증권사이다.
우리종합금융은 1974년 "광주투자금융"으로 설립되었고 정부의 지방단자사 종합금융사 전환 계획에 따라 1995년 "금호종합금융"으로 사명을 변경하며 종합금융업으로 업종을 전환하였다. 2007년 금호아시아나그룹에서 분리되어 우리금융그룹 산하 우리PEF로 편입되었다가 2013년 해당 지분을 우리금융지주가 인수하여 우리금융그룹으로 편입되면서 우리종합금융으로 사명을 변경하였다. IMF 외환위기를 거치며 거의 대부분의 종합금융사들이 부실해져 인수, 합병, 폐업 등으로 소멸한 상태이며 종합금융업 면허를 가지고 있는 유일한 회사였다.
그러나 우리금융의 증권업 재진출 추진으로 한국포스증권과의 합병을 결의하였고, 금융위원회의 최종 승인으로 2024.8.1자로 우리투자증권이 출범하였다.
한국포스증권은 2013년 펀드슈퍼마켓이라는 이름으로 시작하여 2019년 '한국포스증권'으로 변경하고, 현재 2,000개가 넘는 펀드 라인업과 S클래스 펀드를 포함한 다양한 서비스를 제공하고 있다.  
2022년 인공지능(AI) 투자 솔루션 업체인 파운트를 2대 주주로 맞았으며, 한국증권금융, 파운트와 디지털금융협력 위원회를 구성해 저렴한 펀드 수수료와 로보어드바이저 자산배분 솔루션 결합이라는 시너지 방안을 창출하고 있다.
2024년 8월 1일 통합법인인 우리투자증권이 출범하였다. 소멸 법인인 우리종합금융이 가지고 있던 종합금융업 면허로 인해 우리투자증권 출범 후 10년간 예금자 보호가 되는 CMA를 판매할 수 있다.

## 연혁

### 구 우리종합금융
- 1974년: 광주투자금융 설립
- 1994년 10월: 광주종합금융으로 사명 변경
- 1995년 5월: 금호종합금융으로 사명 변경
- 2007년 6월: 우리PE자산운용으로 최대주주 변경
- 2013년 6월: 우리금융지주로 최대주주 변경
- 2013년 10월: 우리종합금융으로 사명 변경
- 2014년 11월: 우리은행으로 최대주주 변경
- 2019년 9월: 우리금융지주로 최대주주 변경
- 2024년 8월: 한국포스증권과 합병

### 구 한국포스증권
- 2013년 9월: 펀드온라인코리아 설립
- 2019년 4월: 한국포스증권으로 사명 변경
- 2024년 8월: 우리종합금융과 합병

## 영업점
- 서울영업부: 서울특별시 중구 의사당대로 96, 20층 (여의도동, TP타워)
- 광주금융센터: 광주광역시 동구 금남로 182 (금남로5가)
- 강남금융센터: 서울특별시 강남구 테헤란로 504, 1층 (대치동, 해성빌딩)
- 대전영업부: 대전광역시 동구 중앙로 185, 2층 (중동)

## 역대 대표자
- 남기천 (2024 ~ 현재)
- 김욱중 (2021 ~ 2024)
- 신재영 (2018 ~ 2021)
- 이병호 (2015 ~ 2018)
- 차문현 (2013 ~ 2015)

## 대표 서비스

### 최저수수료 S클래스 펀드
현재 우리투자증권에서만 가입 가능한 S클래스는 'Super Class'의 약자로, 동일한 펀드의 다른 클래스 대비 낮은 연간보수를 책정한 상품이다.
S클래스는 선취판매수수료가 없으며 동일 상품의 타 클래스 대비 보수가 1/3 수준으로, 이렇게 절약한 수수료는 적립금으로 쌓을 수 있다. 이러한 특징으로 같은 투자를 하더라도 S클래스는 더 낮은 비용으로 더 많은 적립금을 받을 수 있다는 장점이 있다. 예를 들어 S클래스를 통해 연수수료 1%를 30년간 절약하면 30%만큼 더 많은 적립금을 받을 수 있다. (거치식, 수익률 등 기타 영향 없음 가정 시)
단, S클래스 펀드는 3년 미만에 환매할 경우 환매금액의 0.15% 이내 후취 판매 수수료가 부가될 수 있다.

### IRP 수수료 무료
우리투자증권은 연금저축계좌와 IRP 계좌를 통해 수수료 절감과 세액공제 혜택을 제공하고 있다. 그 중 IRP는 운용과 자산 관리 수수료를 모두 무료로 제공하고 있어, S클래스와 함께 절약한 수수료로 적립금을 더 많이 쌓을 수 있다.
우리투자증권의 IRP는 2021년 4분기 평균수익률 8.26%를 기록하며 전체 IRP 수익률에서 1위를 차지한 바 있다.

### 로보어드바이저 수수료 무료
우리투자증권 AI로보어드바이저 서비스는 포트폴리오 운용에 따른 추가비용이 발생하지 않는다. 국내 최정상급의 6개 로보 어드바이저 서비스를 한번에 비교하고 선택할 수 있다. 한국포스증권 로보어드바이저 서비스는 3개월 간격으로 시장상황에 맞춘 포트폴리오 리밸런싱 알림을 발송해주고, 단돈 10만원부터 투자가 가능하다.
최근에는 국내 RA 선도기업인 '파운트'를 2대 주주로 맞으며 보다 정확한 로보어드바이저 서비스를 구현할 것으로 기대되고 있다. 로보어드바이저 서비스는 FOSS 앱을 통해 이용 가능하다.